# Rijad (pokrajina)
Rijad (arapski منطقة الرياض‎ Manţiqat ar Riyāḍ) je jedna od 13 pokrajina u Saudijskoj Arabiji. Ova pokrajina često se naziva Al-Wosta. 
Nalazi se u središtu zemlje. Ima površinu od 412.000 km², a ima 8.216.284 stanovnika (stanje iz 2004.), što je čini drugom najvećom pokrajinom u smislu površine (iza Istočne pokrajine) i broja stanovnika (iza Mekke). Glavni grad pokrajine je Rijad, koji je ujedno i glavni grad države. Više od 75% stanovništva pokrajine živi u Rijadu. 

## Vanjske poveznice
- Riyadh Province   Arhivirana inačica izvorne stranice od 22. srpnja 2011. (Wayback Machine) (engl.)
- Službene stranice pokrajine na arapskom  Arhivirana inačica izvorne stranice od 29. studenoga 2020. (Wayback Machine)